# Munever Krajišnik
Munever Krajišnik (* 5. November 1962 in Dobošnica) ist ein ehemaliger jugoslawischer Fußballspieler bosnischer Herkunft.

## Sportliche Laufbahn
In der letzten eigenständigen Saison des ostdeutschen Erstligafußballs unterschrieb der Angreifer einen Vertrag beim späteren Ersten der ewigen Tabelle der Oberliga, dem FC Carl Zeiss Jena. Mit zwei Treffern in 21 Partien für die Jenaer leistete Krajišnik seinen Beitrag zum 6. Platz des FCC in der Abschlusstabelle, der im Zuge der Zusammenführung von ost- und westdeutschem Ligafußball im Folgejahr einen direkt erkämpften Startplatz für die Thüringer in der Premierensaison der gesamtdeutschen 2. Bundesliga bedeutete. Diese Aufgabe wurde dann aber bereits ohne den Stürmer in Angriff genommen, denn nach einem knapp Jahr unter den Kernbergen kehrte der bosnische Fußballer mit dem damaligen jugoslawischen Pass nach Belgien zum KSC Lokeren zurück, von dem er nach Jena gewechselt war.
Bevor Krajišnik im Sommer 1988 ein Transfer nach Westeuropa genehmigt wurde, lief er Mitte der 1980er-Jahre in Jugoslawien für den FK Sloboda Tuzla auf. Erste Station in Belgien war der KVC Westerlo.

## Trainerlaufbahn
Nach seiner Spielerkarriere sind zwei Phasen als Trainer des NK Slaven Živinice für den Bosnier in seiner unabhängig gewordenen Heimat notiert.

## Trivia
Munever Krajišnik gilt als erster ausländischer Spieler im Kader der 1. Mannschaft des FC Carl Zeiss Jena.